# Игл Маунтин (Јута)
Игл Маунтин (енгл. Eagle Mountain) град је у америчкој савезној држави Јута.

## Демографија
По попису из 2010. године број становника је 21.415, што је 19.258 (892,8%) становника више него 2000. године.
| Група             | 2000.         | 2010.          |
| Белци             | 2.040 (94,6%) | 18.583 (86,8%) |
| Афроамериканци    | 7 (0,3%)      | 127 (0,6%)     |
| Азијати           | 7 (0,3%)      | 125 (0,6%)     |
| Хиспаноамериканци | 67 (3,1%)     | 1.845 (8,6%)   |
| Укупно            | 2.157         | 21.415         |